# Les Miles
Leslie Edwin "Les" Miles (noviembre nacido 10, 1953) es un entrenador de fútbol americano el cual anteriormente había sido jugador.  Es el entrenador de fútbol actual en Luisiana Universidad Estatal (LSU), lleva en ese cargo desde enero de 2005. Miles está apodado El Sombrero "" para su firma gorra blanca, así como "El Loco Hatter".
Antes de ser el entrenador de LSU, Miles era el entrenador de cabeza en Oklahoma Estatal Universitario@–Stillwater, de 2001 a 2004. El era un ayudante del entrenador en Estado de Oklahoma así como en la Universidad de Míchigan, la Universidad de Colorado en Boulder, y con los Cowboys de Dallas de la Liga de Fútbol Nacional (NFL). Miles dirigió el 2007 LSU equipo de fútbol de los Tigres para ganar en el BCS Juego de Campeonato Nacional en contra Estado de Ohio, 38@–24. Su contrato original corrió a través de 2017, pero ahora expirará en 2019 después de recibir una extensión de dos años durante la sensión de 2012.

## Jugador y carrera de entrenamiento del ayudante
Miles es hijo de Bubba y de Martha Miles.
Regresó a Míchigan en 1987 , donde ayudó a dirigir el equipo de ocho temporadas ganadoras consecutivas incluyendo cuatro apariciones Rose Bowl. Después de la renuncia de Gary Moeller , Miles dejó Míchigan de nuevo para unirse a ex Colorado asistente personal de Bob Simmons en el estado de Oklahoma como coordinador ofensivo . Una grieta en la Universidad de Míchigan se produjo cerca del momento de la renuncia de Moeller , lo que le obligó a buscar empleo en otros lugares. Durante los 1998 a través de 2.000 estaciones él era el entrenador de alas cerradas de los Dallas Cowboys de la NFL bajo entrenadores en jefe Chan Gailey ( 1998-99) y Dave Campo ( 2000) 

## Carrera de entrenador

### Estado de Oklahoma
Miles volvió al estado de Oklahoma en 2001 como entrenador en jefe.  Oklahoma State registró otro récord negativo (4-7) en la primera temporada de Miles en el timón, pero posteriormente logró registros ganadores en cada una de las tres temporadas siguientes - 8-5, 9-4 y 7-5, respectivamente. Sus tres últimas temporadas en el estado de Oklahoma terminaron en invitaciones a la Housto y Alamo Bowls, respectivamente.
Durante el último partido de la primera temporada de Miles como entrenador, OSU enfrentó Oklahoma, que ocupó el puesto número 4 en la nación. A pesar de que la OSU se enfrentaba a Oklahoma en el camino, Miles condujo a su equipo a un 16-13 malestar victoria sobre los Sooners.
Durante la segunda temporada de Miles, OSU vez terminó la temporada regular con un partido contra Oklahoma. Esta vez Oklahoma se clasificó el equipo. Y una vez más, Miles condujo a su equipo a un 38-28 malestar victoria sobre los Sooners. Como resultado de la actuación de su equipo durante su segundo año, Miles fue nombrado para ir a la Conferencia Big 12 Entrenador del Año por la Associated Press en 2002

#### Alegaciones de Misconduct en Estado de Oklahoma
En septiembre de 2013, Sports Illustrated publicó una serie de artículos como parte de una investigación , durante su permanencia en el Estado de Oklahoma de 2001 a 2005. 

### LSU

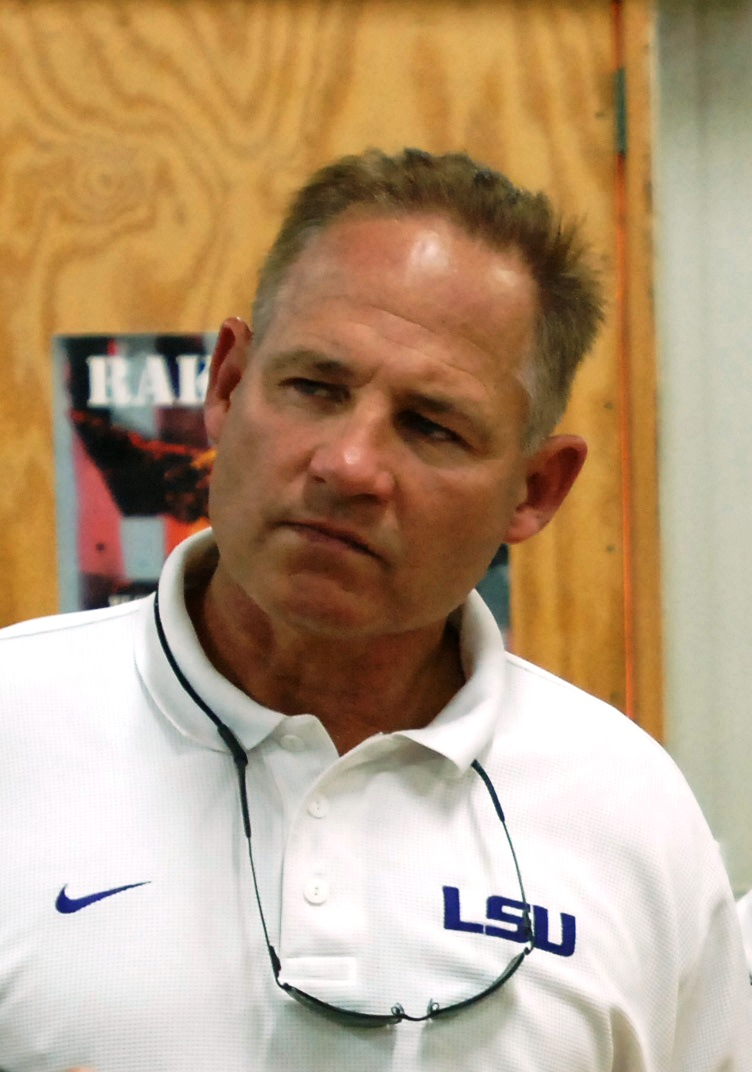
Les Miles

El 2 de enero de 2005, Miles fue nombrado el entrenador número 32, de la Universidad Estatal de Luisiana. Reemplazó a Nick Saban, que había salido de LSU para hacerse cargo de los Delfines de Miami. En agosto de 2005, días antes de que Miles era para hacer su debut como entrenador de LSU. El primer partido de LSU, un partido en casa contra el norte de Texas, fue pospuesto hasta más tarde en la temporada debido a un huracán que surgió en esta zona citada anteriormente.
En su primera temporada como entrenador de LSU ganó el título 2005 de la División Oeste de la SEC con un récord de temporada regular.

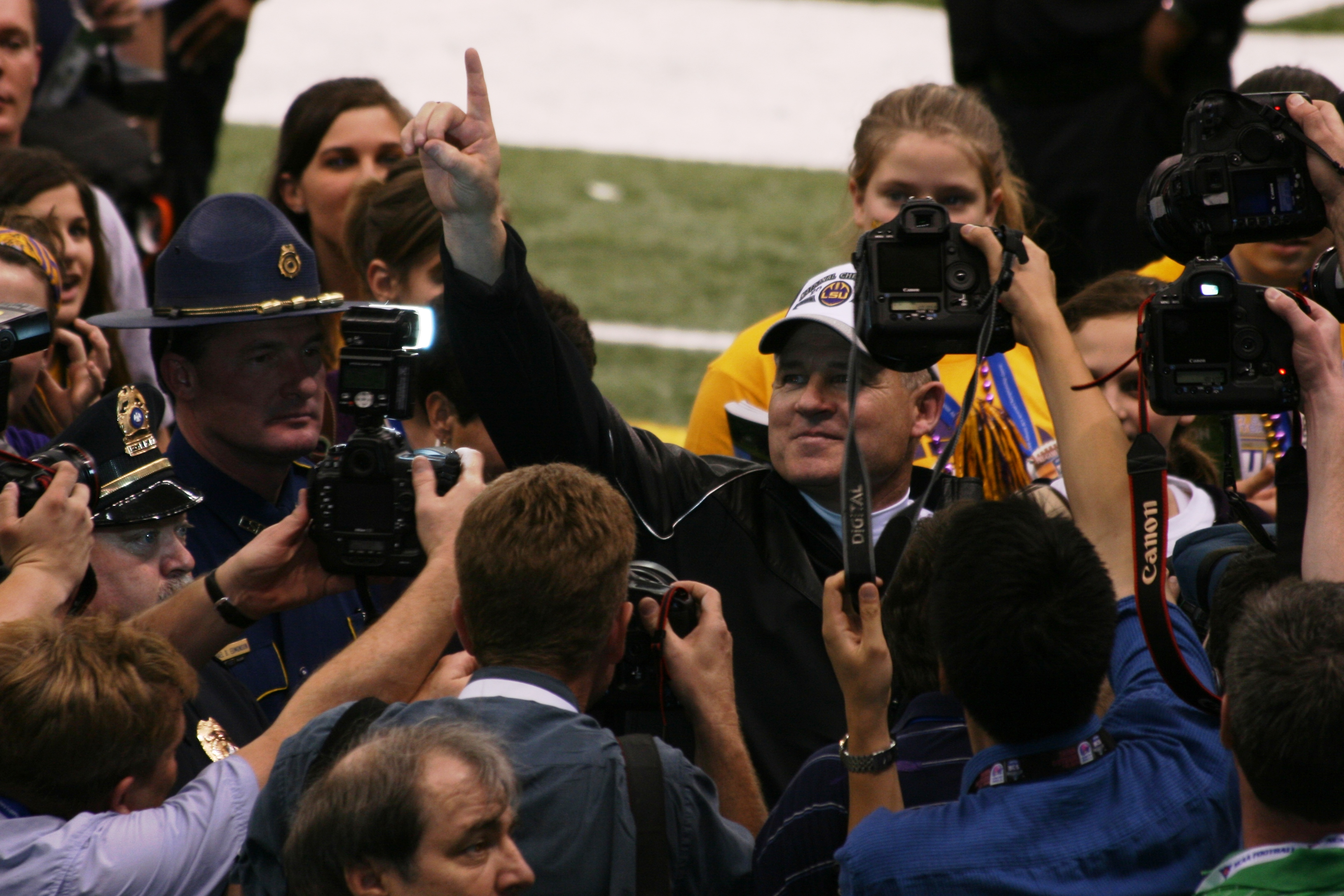
Les Miles celebra la victoria de su equipo en el 2008 BCS Juego de Campeonato Nacional.

En 2007, Miles ganó la atención nacional debido a las numerosas llamadas de juego no convencionales durante los juegos televisados a nivel nacional. Tenemos que añadir que LSU ocupó el puesto número 1 dos veces durante la temporada.
En 2008 , LSU perdió varios jugadores clav , principalmente a Ryan Perilloux , quien fue despedido del equipo después de numerosos incidentes fuera de la esfera. El despido de Perilloux dejó una carencia de experiencia en el quarterback posición.
El 2009 vio una mejora en la defensa después de regresar la mayoría de sus jugadores clave de la temporada anterior incluyendo y trayendo en Juan Chavis de Tennessee como coordinador defensivo . La producción ofensiva cayó de estar en el puesto 55 en la nación a 112.º .
El 2010 vio una mejora adicional con un rodaje dirigido por el fullback convertido Stevan Ridley que promedió 185,7 yardas por juego acabado , y terminaron la temporada puesto número 8 después de una victoria.
El 2011 tenía una de las mejores temporadas regulares de fútbol de la universidad a partir de 13-0 con triunfos sobre 8 equipos clasificados , incluyendo victorias contra los que no eran enemigos de Oregón.

#### Especulación de entrenador de cabeza de Míchigan, 2007
Durante el  2007, se había especulado que Les Miles sería un candidato superior para la Universidad de Míchigan encabeza entrenar posición si devenga disponible. Les Miles había aceptado una oferta para tener éxito Lloyd Carr como el entrenador de cabeza en la Universidad de Míchigan. 

 Él aclaró cualquier confusión que se hubiera podido haber producido en una última rueda de prensa de minuto a los reporteros que dicen lo siguiente: 
"Hubo un poco de desinformación en ESPN y yo creo que es imperativo que enderezarlo . Yo soy el entrenador en jefe en LSU . Yo seré el entrenador en jefe en LSU . No tengo ningún interés en hablar con nadie más. Tengo un juego de campeonato para jugar, y estoy emocionado por la oportunidad de mi maldita fuerte equipo de fútbol para jugar en él. eso es realmente todo lo que me gustaría decir. es lamentable que tuviera que hacer frente a mi equipo con esta información esta mañana. con que está haciendo , creo que estaríamos listos para jugar. No habrá preguntas para mí . yo me represento en este número . por favor, me pregunta después . estoy ocupado . Muchas gracias . que tengan un buen día . "

#### Especulación de entrenador de cabeza de Míchigan, 2014
Con Michigan de nuevo luchando para tener mucho éxito , esta vez con Brady Hoke en cabeza , el nombre de Miles volvió a surgir como uno de los primeros y únicos nombres que llamar de acuerdo a ESPN. El 30 de diciembre de 2014, la posición de entrenador en jefe de Michigan , en última instancia fue a Jim Harbaugh con Miles alabando la contratación

## Vida personal
Miles está casado, con cuatro niños. ESPN Ha positivamente le citó para el equilibrio mantiene entre su función como entrenador de fútbol y su función cuando es marido y a la vez padre. Miles está implicado en iglesias con sus familiares y se ha descrito como "fuertes cristianos."

## En cultura popular
LSU Tigres de señora gymnast, Lloimincia Sala, incorporó el famoso 'Les Aplauso' 